# Apart Förlag
Apart Förlag är ett svenskt serie- och bokförlag baserat i Malmö grundat 2011. Inriktningen är främst tecknade serier i genrerna skräck, fantasy och deckare. 
På förlagets lista finns översatta serier som den amerikanska zombieserien The Walking Dead, serieadaptionen av George R.R. Martins A Game of Thrones, och agentserien Velvet, samt originalsvenska verk av Daniel Ahlgren, Kim W. Andersson, Lars Krantz, Pär Thörn och Johan Wanloo. 
2018 gjorde förlaget en mycket framgångsrik kampanj på Kickstarter för en samlingsbox av den danska humoristiska äventyrsserien Valhall, skapad av Peter Madsen.

## Historik
Förlaget grundades 2011, av serietidningsredaktören Johan Kimrin. Kimrin har varit redaktör och serietextare för Egmont-tidningar som Agent X9, Elvis, Star Wars och Kalle Anka Extra. Han drev först förlaget tillsammans med tecknaren och Bamse-författaren Jimmy Wallin. Vid grundandet ägdes förlaget gemensamt av de två samt Albumförlagets Jonas Anderson. Sedan 2014 ägs Apart Förlag ensamt av Johan Kimrin, med Jimmy Wallin som återkommande medarbetare.
Förlaget grundades efter att Johan Kimrin frågat runt på de etablerade förlagen, efter någon som kunde satsa på en svensk utgivning av den amerikanska skräckserien The Walking Dead. Han fick nobben överallt, trots att serietidningen är en av de mest framgångsrika titlarna i USA och genererat en populär TV-serie. Så han startade eget istället. Förläggaren Johan Kimrin anser att den njugga förlagsinställningen till zombier och liknande fenomen beror på en generationsklyfta och att vad Apart ger ut är berättelser för dem som tar popkultur på allvar. ”Vi under 40 år är uppvuxna med fantasy som en seriös konstform, inte bara som kortsiktig underhållning.”
Förlaget man marknadsför sig på olika, ibland annorlunda sätt. Bland annat har man anlitat kända kulturjournalister som Fredrik Strage och Johanna Koljonen till att skriva förord i utgåvorna. Det tecknas också zombieporträtt av – och på – fansen. De avporträtterade lägger gärna upp sina ”maskätna” alteregon på Facebook, vilket fungerar som billig reklam för förlaget.
2014–2020 var förlagskontoret placerat i Mazettihuset i Malmö, där man hyrde plats på Seriestudion (del av Seriecenter).

## Utgivning

### The Walking Dead (seriealbum)
Apart Förlags utgivning av den amerikanska skräckserien The Walking Dead i svensk översättning startade våren 2011. De svenska böckerna motsvarar de amerikanska mjukbandsutgåvorna, vilka omfattar sex nummer av den amerikanska serietidningen i varje album. 2012–2015 gavs de första fyra albumen ut på norska, för den norska marknaden.
1. Tills döden skiljer oss åt (2011)
2. På drift (2011)
3. I tryggt förvar (2012)
4. Köttets lustar (2012)
5. Anfall är bästa försvar (2012)
6. Totalt jävla mörker (2013)
7. Lugnet före… (2013)
8. Stormen (2013)
9. Det som inte dödar (2014)
10. Att vara eller inte vara (2014)
11. Jägarna (2014)
12. Radhuseffekten (2014)
13. Ingen återvändo (2015)
14. Ingen utväg (2015)
15. En andra chans (2015)
16. Ett nytt hopp (2015)
17. Fruktans tid (2016)
18. Negans hämnd (2016)
19. Tärningen är kastad (2017)
20. Krig (2017)
21. Fred (2020)

### The Walking Dead som serietidning
2013–2014 gavs serien även ut som serietidning i Sverige. Varje nummer av den svenska tidningen innehöll material från två nummer av den amerikanska serietidningen. Utgivningen av de tre första numren var ett samarbete mellan Apart Förlag och Egmont. Ett smakprov ur första numret publicerades i Agent X9 nummer 1/2013. Från och med det fjärde numret gavs tidningen ut av Apart på egen hand. Det sista numret som gavs ut var nummer 5/2014.

### A Game of Thrones
Serieadaption av A Game of Thrones, efter George R.R. Martins fantasyromaner.

### Sherlock Holmes
Serieadaption av Arthur Conan Doyles romaner om Sherlock Holmes, bearbetade av den brittiske serieförfattaren Ian Edginton och tecknade av I. N. J. Culbard.

### Velvet
Agentserie av Ed Brubaker och Steve Epting tidigare publicerad i Agent X9.

### Kim W. Andersson
Apart Förlag har gett ut tre serieböcker av Kim W. Andersson.
- Alena (2015)
- Astrid: Vulkanmånens kult (2016)
- Love Hurts Deluxe (2017)

### Valhall – Den samlade sagan
När förlaget Ekholm & Tegebjer lade ned verksamheten 2014 köpte Apart Förlag restlagret av Valhall – Den samlade sagan. Allt eftersom böckerna sålde slut gav sedan Apart ut en egen upplaga. 2018 genomfördes en kampanj på Kickstarter för att göra en påkostad samlingsbox för de fem inbundna volymerna. Kampanjen blev mycket framgångsrik.

### Övrig utgivning
- Ordningen upprätthålls alltid av Pär Thörn och 23 olika tecknare (2013) [15]
- Igår, idag och imorgon blir aldrig mer som förr av Daniel Ahlgren, Joakim Gunnarsson, Hedvig Häggman-Sund, Lars Krantz, Jimmy Wallin och Li Österberg (2014)
- Zombieöverlevnad – Din guide till apokalypsen av Herman Geijer med illustrationer av Jimmy Wallin (2014) [16]
- Den svarta jorden – Vandrande stjärnor 2 av Lars Krantz (2015)
- Rock Manlyfist – Mästare på rymdkarate av Johan Wanloo (2015)
- Achtung Blitzkrieg av Jenny Högström och Lars Krantz (2015)
- Äganderätten måste ständigt omförhandlas av Pär Thörn och Lars Krantz (2014)
- Att teckna sitt jag – Grafiska självbiografier i Sverige av Nina Ernst (2017)